# Julián Castro
Julián Castro Contreras  (n. 1810 în Petare, Venezuela - d.12 iunie 1875 în Venezuela) a fost un militar și om politic, președintele Venezuelei în perioada 18 martie 1858–2 august 1859.